# イジョ
イジョ（イジャウ、イジョー、Ijaw, Ijo, 或はイゾン、Izon）はナイジェリアの民族の1つで主にリヴァーズ州、デルタ州、バイエルサ州、エド州、オンド州、アクワ・イボン州などニジェール・デルタの熱帯雨林に数百万人が居住する。

## 言語
ニジェール・コンゴ語族大西洋・コンゴ諸語イジョイド語群の9つの言語を話す。イジョ語のうち大きく東西に分けて、「西イジョ語」の最大のグループはイゾン語で100万人以上が話す。「東イジョ語」の主なグループはカラバリ語で25万人以上が話す。カラバリはニジェール・デルタ東部に住むイジョで近隣の最大民族であるイボと長年混住し影響を受けている。

## 伝統的な職業
イジョは最初にヨーロッパ人と接触したナイジェリアの民族の1つである。キニーネが発見されるまでの西アフリカがマラリアなどの風土病により「白人の墓場」と呼ばれた時代にイジョはヨーロッパ人と内陸との交易を担った。イジョの親族的な交易の家系のうち幾つかは「家」と呼ばれるかなりの会社に伸張した。各家には交易を保護しライバルと戦うための戦闘カヌー船団とそのために選ばれた指揮官がいた。
イジョの一般的なもう1つの伝統的な職業は釣りである。

## 民族的アイデンティティ
それまでは村ごとの緩やかな共同体だったイジョは外敵から共同で身を守るうちに次第にその言語と文化とにより民族的な一体性を持つようになった。この傾向はイジョが故郷と看做すニジェール・デルタ地域での石油の発見に伴った環境略奪と連邦政府による歳入分配比率などの完全な不公平によりさらに強まった。苦情の結果として用いる手段には誘拐も含まれ、ナイジェリア連邦政府当局との数回の激しい衝突に至り、多くの命が失われている。

## イジョ・イツェキリ紛争
近年民族的な主張の表現として、イジョの一部は民兵としてイツェキリの民兵と度々特にワリで衝突を起こしてきた。
イツェキリはベニン王国の王族でイジョとは数世紀にわたり互いに友好的な関係を保っていた。イツェキリも16世紀以前からヨーロッパ人と接触した最初の民族であり、商業的な利益などからいち早くヨーロッパ式の教育や知識の移入をはかった。ジョージ・ゴールディの国立アフリカ会社（後の王立ニジェール会社）が1879年に到来するまでベニン王が交易を独占的に支配した。イギリスの到来により交易の独占は崩れたが、イギリスが植民地支配においてイツェキリを利用したこともイジョからの不公平感を促した。
ナイジェリア独立によりイギリスが居なくなっても、イツェキリとイジョとの緊張関係は残されていた。1950年代後半以降ニジェール・デルタで大量の石油の埋蔵量が確認されると、土地の所有権が石油企業により提供される仕事と社会基盤的な利益などに関する莫大な利益を要求できる権利となったことで新しい不和の種となった。それでもこの新しい要素へのイジョとイツェキリとの2つのグループの間の競争は実際には徐々に拡大し1990年代後半に初めて武装闘争のレベルに達した。1997年のサニ・アバチャ将軍の死が地方政治の再出現につながった。
イジョへの選挙区の割当ての方法により彼らの人口的優勢がイジョ出身の政治家によって提案された選挙区の数へと反映されないことを確実に感じてきたことにより、地方政府による選挙区割りの問題は特に論争の対象になってきた。デルタ州で最も大きい都市圏であり政治上の権力の主要な源であるワリ市の支配権は特に熾烈に争われる対象となった。このことで3つの集団がすべて自分達の居住地で表面上等しい政治上の権利がある事実にかかわらず、「本当」の先住者が権力のレバーを握るべきであるという前提で、イジョとイツェキリとウロボのうちのどれがワリの「本当の」先住者であるかという論争が起きた。

## 石油採掘を巡る紛争
産油地であるにもかかわらず、南部への還元が少ないとして反政府武装組織デルタ人民志願軍が活動中。2005年10月には石油メジャーに対して攻撃予告を行い、ロイヤル・ダッチ・シェルの従業員が避難する騒ぎとなった。結果的に攻撃は行われなかったものの原油価格高騰の一因となった。